# McLeod River, Alberta
McLeod River är ett vattendrag i Kanada.   Det ligger i provinsen Alberta, i den centrala delen av landet, 3 000 km väster om huvudstaden Ottawa.
I omgivningarna runt McLeod River växer i huvudsak blandskog. Runt McLeod River är det ganska tätbefolkat, med 199 invånare per kvadratkilometer.